# Neofabricia
Neofabricia es un género con tres especies de plantas fanerógamas perteneciente a la familia Myrtaceae. Es originario del norte de Queensland en Australia.

## Especies
- Neofabricia mjoebergii (Cheel) Joy Thomps., Telopea 2: 381 (1983).
- Neofabricia myrtifolia (Gaertn.) Joy Thomps., Telopea 2: 380 (1983).
- Neofabricia sericisepala J.R.Clarkson & Joy Thomps., Telopea 3: 294 (1989).